# Regorafenib
Regorafenib es un medicamento que pertenece a la familia de los inhibidores de la tirosina quinasa y ha sido autorizado para el tratamiento de pacientes afectados por cáncer de colon de evolución avanzada que no hayan respondido a otros tratamientos disponibles, como la cirugía y otros tipos de quimioterapia. Su uso fue aprobado por la FDA de Estados Unidos el 27 de septiembre de 2012.

## Presentación y posología
Se presenta en comprimidos de 40 mg que se administran por vía oral. La dosis habitual es de 160 mg al día durante un periodo de 3 semanas, seguidos de una semana sin tratamiento, hasta completar un ciclo de 28 días.

## Efectos secundarios
Los efectos secundarios de mayor gravedad observados han sido lesión del hígado, perforación del intestino y hemorragia. Las reacciones adversas que aparecen con más frecuencia son síndrome mano-pie, diarrea, cansancio, pérdida de apetito (anorexia), infección, hipertensión arterial y alteraciones de la voz (disfonía). Puede aparecer anemia y disminución de plaquetas (plaquetopenia). El síndrome mano-pie es un trastorno de la piel que aparece como efecto secundario de diversos tratamientos empleados contra el cáncer y consiste en enrojecimiento, hinchazón y dolor localizado inicialmente en las palmas de las manos y plantas de los pies que puede extenderse a otras regiones como rodillas y codos.